# ديبي ولز
ديبي ولز (بالإنجليزية: Debbie Wells)‏ هي عداءة سريعة أسترالية، ولدت في 29 مايو 1961.

## وصلات خارجية
- ديبي ولز على موقع الاتحاد الدولي لألعاب القوى (الإنجليزية)
- ديبي ولز على موقع النتائج التاريخية لألعاب القوى الأسترالية (الإنجليزية)
- ديبي ولز على موقع أوليمبيديا (الإنجليزية)
- ديبي ولز على موقع اللجنة الأولمبية الأسترالية (الإنجليزية)